# Bactrocera curvipennis
Espèce
Bactrocera curvipennis est une espèce d'insectes diptères de la famille des Tephritidae, originaire d'Océanie.
Cet insecte est une mouche des fruits polyphage, dont la femelle pond ses œufs dans l'endocarpe des fruits. C'est par ses larves, ou asticots, qui se développent dans les fruits les rendant invendables, un insecte ravageur de nombreux arbres fruitiers.

## Distribution
Bactrocera curvipennis est une espèce endémique de certaines îles d'Océanie. Son aire de répartition comprend la Nouvelle-Calédonie, les îles Fidji et Vanuatu.

## Synonymes
- Dacus curvipennis Froggatt, 1909
- Strumeta curvipennis Perkins, 1939;
- Dacus (Strumeta) curvipennis Drew, 1974

## Plantes hôtes
Les plantes hôtes de Bactrocera curvipennis appartiennent à différentes familles botaniques. L'insecte a été observé sur  41 espèces de plantes appartenant à 30 genres et 21 familles. Parmi les plantes cultivées, on recense notamment : 
Anacardium occidentale (anacardier), Annona reticulata (corossolier réticulé), Annona squamosa (pommier cannelle), Calophyllum inophyllum (takamaka), Capsicum annuum (piment), Carica papaya (papayer), différents agrumes [Citrus spp. : Citrus latifolia (limettier de Tahiti), Citrus maxima (pamplemoussier), Citrus ×paradisi (pomélo), Citrus reticulata (mandarinier), Citrus sinensis (oranger)], Diospyros macrocarpa (ébénier), Eugenia uniflora (cerisier de Cayenne), Guettarda speciosa, Solanum lycopersicum (tomate), Malpighia glabra (acérolier), Mangifera indica (manguier), Prunus persica (pêcher), Psidium cattleianum (goyavier de Chine), Psidium guajava (goyavier), Syzygium jambos (jambosier), Terminalia catappa (badamier).